# Dragon Ball Z - L'invasione di Neo Namek
Dragon Ball Z - L'invasione di Neo Namek (ドラゴンボールZ 激突!!100億パワーの戦士たち?, Doragon Bōru Z - Gekitotsu!! Hyaku-oku pawā no senshi-tachi, lett. "Dragon Ball Z - Scontro violento!! 10 miliardi di potenti guerrieri") è un film del 1992 diretto da Daisuke Nishio. È un mediometraggio anime, il nono film basato sul manga Dragon Ball e il sesto ad essere tratto dalla serie TV Dragon Ball Z. Fu proiettato per la prima volta in Giappone il 7 marzo 1992 presso il festival Toei Anime Fair insieme ad altri due mediometraggi, Dragon Quest: Dai no daibōken - Tachiagare!! Aban no shito (dalla serie Dai - La grande avventura) e Magical Taruruto-kun: Suki suki hot tako yaki (dalla serie Magical Talroot-kun). Nella prima edizione DVD fu ribattezzato Dragon Ball Z - L'invasione di Neo Nameck.
Il film utilizza per i titoli di coda una nuova canzone intitolata "Hero (Kimi ga hīrō)" (｢HERO（キミがヒーロー）｣?) di Dai Satō e Chiho Kiyoka, cantata da Hironobu Kageyama e Yuka.

## Trama

Goku surclassato dalla potenza di Metal Cooler

Un giorno, uno strano pianeta metallico, Big Gete Star, si avvolge intorno a Neo Namecc, il pianeta dove si sono trasferiti i namecciani, assorbendone l'energia. Dende, ora dio della Terra, rileva la situazione del suo popolo e chiede aiuto a Son Goku. Quest'ultimo si reca sul pianeta con Son Gohan, Crilin, Piccolo, Olong, Yajirobei e il Maestro Muten, incontrando un esercito di grandi robot silenziosi. Il gruppo viene a conoscenza che la mente dietro l'invasione è Cooler, fratello maggiore di Freezer, che Goku pensava di aver ucciso qualche anno prima e che ora prevede di utilizzare i namecciani come combustibile biologico per il Big Gete Star, un chip che ha assorbito energia e materia elettrica diventando un immenso agglomerato meccanico. Goku combatte contro Cooler (ora diventato Metal Cooler) da solo, mentre Piccolo, Crilin e Gohan combattono contro i robot.
Dopo aver distrutto alcuni robot, i Guerrieri Z (tranne Piccolo) vengono tuttavia surclassati e catturati insieme agli abitanti di un villaggio di namecciani. Piccolo viene lasciato indietro, e distrugge tutti i robot, quindi cerca di salvare coloro che sono stati catturati. Altrove, diviene evidente che Goku, nonostante la sua trasformazione in Super Saiyan, non può competere con Metal Cooler, che è in grado di rigenerarsi tramite il Big Gete Star. Poco prima che Goku venga ucciso da Cooler, Vegeta, arrivato in una navicella a parte, si presenta giusto in tempo per aiutarlo. I due Super Saiyan attaccano Cooler e ben presto riescono a distruggerlo. Tuttavia, il Big Gete Star crea un moltitudine di Metal Cooler. Esausti e in inferiorità numerica, Goku e Vegeta vengono catturati e trasportati al centro del Big Gete Star per essere utilizzati come fonte di energia.
Mentre Cooler assorbe l'energia dei Saiyan, spiega di essere sopravvissuto alla battaglia con Goku fondendo i suoi resti (tra cui parte del suo cervello) col Big Gete Star e prendendone il controllo. Goku e Vegeta riprendono conoscenza e rilasciano tutta la loro energia di Super Saiyan, sovraccaricando il sistema, infatti tutte le macchine robotiche finiscono per essere totalmente distrutte e lo stesso Big Gete Star è destinato a fare la medesima fine. Goku e Vegeta sono faccia a faccia con il nucleo del Big Gete Star, il vero Cooler, il quale si appresta a uccidere Goku, ma Vegeta lo salva e infine Goku con un ultimo attacco distrugge definitivamente Cooler. Nel frattempo Piccolo si riunisce a Gohan e agli altri dopo che anche gli ultimi Metal Cooler vengono distrutti dal sovraccarico di energia, e tutti insieme riescono a fuggire prima che il Big Gete Star lasci l'orbita di Neo Namecc ed esploda, mentre Goku e Vegeta riescono a mettersi in salvo venendo poi soccorsi dai loro compagni. Mentre gli altri stanno ancora festeggiando, Vegeta se ne va subito sulla sua navicella, distruggendo il chip originario del Big Gete Star.

### Nuovi personaggi
- Metal Cooler (メタルクウラ?, Metaru Kuura): un esercito estremamente numeroso di corpi androidi cloni di Cooler generati e controllati dal Big Gete Star, unito a questi, nonché gli antagonisti del film. I Metal Cooler sono identici a Cooler, ma sono costituiti da metallo (come suggerisce il nome) e in alcuni punti sono ricoperti da delle placche rinforzate. I loro occhi sono di colore rosso e le loro "armature" riflettono la luce.

## Distribuzione

### Edizione italiana
Il primo doppiaggio italiano del film, usato per l'uscita in VHS nel 1998 e per la trasmissione TV su Rai 2 nel 2001, fu eseguito dalla Coop. Eddy Cortese di Roma per conto di Dynamic Italia e diretto da Fabrizio Mazzotta su dialoghi di Tommaso Romeo, con un cast differente da quello della serie TV. La terminologia venne mantenuta fedele alla versione italiana del manga.
Il film fu ridoppiato nel 2003 dal cast italiano di Dragon Ball Z per la trasmissione in due episodi (intitolati "Minaccia dallo spazio" e "Metal Cooler") su Italia 1 nella serie Dragon Ball: La saga. Il ridoppiaggio fu effettuato dalla Merak Film di Milano per conto di RTI e curato da Paolo Torrisi, con dialoghi in buona parte trascritti da quelli del primo doppiaggio. Tuttavia ci sono varie differenze in questo adattamento rispetto al precedente. Tra le principali: 
- la terminologia venne cambiata utilizzando quella dell'adattamento italiano della serie TV;
- alcuni dialoghi furono modificati per mitigare termini ed espressioni inadatti a un pubblico infantile;
- il nome di Cooler viene erroneamente pronunciato così come si scrive;
- un "distruggerti" viene sostituito con "distruggerlo", facendo credere che Vegeta abbia salvato Goku per poter distruggere Cooler (mentre in realtà si riferiva a Goku stesso);
- furono aggiunti "pensieri" e dialoghi di pura fantasia in scene dove i personaggi non parlano (inclusa la narrazione, che in realtà è presente solo nel prologo).

Il ridoppiaggio è stato poi utilizzato per le successive trasmissioni TV e per l'uscita in DVD.

### Edizioni home video
L'edizione VHS del film fu prodotta da Dynamic Italia e distribuita da Terminal Video Italia nel 1998. La VHS conteneva il film in 16:9 con il primo doppiaggio.
L'edizione DVD fu prodotta da Dynit, nuova incarnazione della Dynamic Italia. Il 2 settembre 2006 fu distribuita in edicola da De Agostini, mentre la distribuzione sul mercato avvenne l'11 aprile 2007 a opera della Terminal Video Italia. Mentre il master video è un semplice riversamento dalla precedente VHS, l'audio è disponibile in italiano in Dolby Digital 5.1 e in giapponese in 2.0. Poiché la versione italiana del film fu concessa da RTI, il DVD contiene esclusivamente il ridoppiaggio. Sono inclusi inoltre i sottotitoli in italiano e, come extra, landscapes e schede sui personaggi. Una nuova edizione DVD rimasterizzata, prodotta stavolta da Yamato Video, è stata allegata a La Gazzetta dello Sport e Corriere della Sera il 17 maggio 2017; audio e sottotitoli sono gli stessi dell'edizione precedente.

## Accoglienza
Il film fruttò in patria un guadagno netto di 1,6 miliardi di yen, venendo visto da 4,4 milioni di spettatori.

## Altri media
Il 1º luglio 1992 Shūeisha pubblicò un anime comic con le foto del film, che fu importato in Italia da Star Comics nel novembre 1999.